# 屋良朝林
屋良朝林（やら ちょうりん、、1645年（順治2年）～）は、琉球王国第二尚氏王統の王族で、第三代国王尚真の第四王子尚龍徳・越来王子朝福の曾孫である。唐名は向思泰、大和名は屋良按司朝林。

## 概要
琉球王国第二尚氏王統第三代国王尚真の第四王子尚龍徳の孫で、向成章・屋良按司朝久の三男である。また、嘉味田殿内の分家四世にあたる。屋良按司を嗣ぐはずであった長兄の朝休（崇禎十三年生）が平民に降格となった（按司の位を放棄して、西原間切我謝に降りたと伝えられる）際、次兄の朝則（崇禎16年〜。後の冨茂昌・新田親方宗則）は既に尚豊王夫人・眞南風按司の猶子となっていたため、三男であった朝林が屋良按司の位を継承した。
子孫に元沖縄県知事屋良朝苗、政治活動家屋良朝助、お笑いタレントパッション屋良（本名、屋良 朝苗）、俳優屋良朝幸などがいる。

## 系譜
屋良按司一家は本家である喜屋武御殿（のちの嘉味田殿内）と不仲であったことが伝わっており、朝林は北谷に左遷となり、長兄朝休は平民に降格、次兄朝則だけが尚豊王夫人の猶子になることで首里に残った。
- 父：向成章・屋良按司朝休（嘉味田殿内支流三世）
- 母：不詳
  - 兄（長男）：向思忠・西原親方朝休（崇禎十三年生）
  - 兄（次男）：冨茂昌・新田親方宗則（崇禎十六年生、尚豊王夫人・眞南風按司の猶子）

- 室：不詳
  - 長男：向以礼・屋良親雲上朝宴（康煕十二年生、北谷ノ大屋良祖）
  - 次男：向以儀・屋良里之子親雲上朝時（康煕十四年生、鳥堀ノ屋良祖）
  - 三男：向以智・屋良里之子親雲上朝方（康煕二十八年生、石嶺ノ屋良祖）